# Kindereisenbahn Jerewan
| Zwei Züge der Kindereisenbahn |                     |                           |                           |
| Streckenlänge: | 2,1 km              |                           |                           |
| Spurweite: | 750 mm (Schmalspur) |                           |                           |
| |                     |                           |                           |
| \| \| 0,00 \| Hajrenik (Հայրենիք) \| Hajrenik (Հայրենիք) \| \| \| 1,00 \| Tunnel \| Tunnel \| \| \| 1,10 \| Urachutjun (Ուրախություն) \| Urachutjun (Ուրախություն) \| \| \| 2,10 \| Pionerakan (Պիոներական) \| Pionerakan (Պիոներական) \| |                     |                           |                           |
| Kopfbahnhof Streckenanfang | 0,00                | Hajrenik (Հայրենիք)       | Hajrenik (Հայրենիք)       |
| Tunnel | 1,00                | Tunnel                    | Tunnel                    |
| Haltepunkt / Haltestelle | 1,10                | Urachutjun (Ուրախություն) | Urachutjun (Ուրախություն) |
| Kopfbahnhof Streckenende | 2,10                | Pionerakan (Պիոներական)   | Pionerakan (Պիոներական)   |

Die Kindereisenbahn Jerewan (armenisch Երևանի մանկական երկաթուղի, Jerewani mankakan jerkatughi; russisch Ереванская детская железная дорога, transkr. Jerewanskaja detskaja schelesnaja doroga, transl. Erevanskaâ detskaâ železnaâ doroga) ist eine schmalspurige Kindereisenbahn in der armenischen Hauptstadt Jerewan. Sie führt durch die Schlucht des Flusses Hrasdan. Die Bahn wurde am 9. Juni 1937 als eine der vielen Pioniereisenbahnen in der Sowjetunion eröffnet und ist auch heute noch in Betrieb.
Wie alle Pioniereisenbahnen der Sowjetunion wurde auch die Bahn in Jerewan unter Mitwirkung von Kindern betrieben, das heißt, Kinder waren zum Zweck, sie für Berufe bei der Eisenbahn zu interessieren, unter Aufsicht von Erwachsenen tätig. Bei dieser Bahnlinie war nur einer der drei Bahnhöfe besetzt. Als Lokführer war immer ein Erwachsener tätig. Man ist inzwischen wie bei anderen ehemaligen Pioniereisenbahnen nach dem Ende der Sowjetunion von diesem pädagogischen Konzept abgerückt, so dass die Eisenbahn heute von Erwachsenen als Parkeisenbahn betrieben wird.